# Mēness
Lotyšský Mēness a litevský Mėnuo jsou baltští bohové Měsíce. Obě tato božstva vystupují v příběhu o nebeské svatbě, které se však u Lotyšů a Litevců liší s ohledem na fakt že u prvně jmenovaných je jedna z hlavních postav, Jitřenka, mužského rodu, zatímco o u druhých rodu ženského. Rozetnutí Měsíce ve dví je v baltské mytologii příčinou měsíčních fází.

## Mēness
Tento bůh je nazýván také Mēnestinš, Mēnestinis, Mēnesīts, existence ženských tvarů Mēnestina a Mēnesnīca se vysvětluje rytmickými důvodu při vzniku dain, litevských lidových písní. Mēness se v dainách vyskytuje velmi často, zachovalo se jich devět set kde vystupuje ať už jako nepersonifikovaný Měsíc tak jako božská postava. Vypráví se o něm že svití v noci a zimě, počítá se podle něj čas a kvůli jeho neustálé proměně je přirovnáván k nestálému muži. Je považován za pomocníka lidí, především sirotků a lidí co musejí pracovat v noci. Neexistují žádné doklady o kultu Mēnesse, nelze jej však vyloučit. Na jeho existenci mohou poukazovat pozdravy Měsíci v některých dainách.
Nepersonifikovaný Měsíc má velký význam v dainách popisující lotyšskou kosmologii:
Roste břízka o třech listech,

po straně je Stezka Slunce.

V jednom listu svítá den,

v druhém vzchází Měsíček,

a vtom třetím lístečku

Slunce třpytné vychází.

lotyšská daina, 
Mēness bývá oděn v hvězdný, zlatý, stříbrný či voskový plášť, případně kožich, má zlatý prsten, pevné boty a často je ozbrojen mečem.Také patří mezi bohy kteří navštěvují „nebeskou saunu“ v které lije vodu na horké kameny, potí se a šlehá metličkou.V lotyšské verzi příběhu o nebeské svatbě přebírá Mēness nevěstu Auseklisovi – Jitřence a je za rozťat mečem vedví. V dainách se objevuje také Mēness dēls „syn Měsíce“, ten však není nijak blíže popisován. Haralds Biezais toto jméno vykládá jako „synáček Měsíček“ a považuje je jen za jiné označení Mēnesse, které odkazuje na mládí či svobodný stav tohoto boha.

## Mėnuo
Mėnuo se velmi podobá Mēnessovi, mírně se však liší příběh o nebeské svatbě kde vystupuje. Žení se v něm se sluneční bohyní Sáulė na počátku jara. Brzy ji však byl nevěrný s Aušrine - Jitřenkou a byl hromovládcem Perkūnem rozťat mečem vedví. Mėnuo byl také pravděpodobně chápán společně se Sáulė jako rodič hvězd. Poblíž města Molėtai v severovýchodní Litvě se tradovalo že v noci Měsíc pečuje o Slunce unavené po celodenní práci.